# 秦中紫菀
秦中紫菀（学名：Aster giraldii）为菊科紫菀属的植物，是中国的特有植物。分布于中国大陆的陕西等地，生长于海拔2,600米的地区，多生于低山山谷溪岸以及疏林下，花期為8至12月，目前尚未由人工引种栽培。